# Remartinia luteipennis
Remartinia luteipennis är en trollsländeart. Remartinia luteipennis ingår i släktet Remartinia och familjen mosaiktrollsländor. IUCN kategoriserar arten globalt som livskraftig.

## Underarter
Arten delas in i följande underarter:
- R. l. florida
- R. l. luteipennis
- R. l. peninsularis